# 對馬克思主義的批評
对马克思主义的批评（有時稱作「反馬克思主義」）來自众多政治意識形態和學術領域。

## 整体批評
與馬克思主義相較，民主社會主義和社會民主主義者認為社會主義並不一定需要透過階級鬥爭和無產階級革命才能達成，無政府主義者則反對社會主義國家的概念。一些理論家則否定馬克思主義的基本理論，例如歷史唯物主義和勞動價值理論，並且以不同的論點批評社會主義或支持資本主義。一些當代的馬克思主義者認為馬克思主義是一個還在發展中的不完整框架，或是在經濟學、政治學和社會學理論上有過時的地方，但他們仍然堅持馬克思主義的主要理論有其價值。他們往往會將馬克思理論套用到不同的領域或理論框架上，比如法蘭克福學派為首的新馬克思主義流派便是一例。
弗拉基米尔·德米特里耶夫、拉迪斯劳斯·博特基威茨及後來的批評者都指出馬克思的勞動價值理論與他提出的利潤率趨向下降的理論矛盾；而一旦這些錯誤被修正了，價格與利潤就不再由商品的成本及剩餘價值決定，而馬克思所提出剝削勞工是資本家利潤唯一來源的理論也會因此破產。更明確的說，勞動價值理論將一個產品的價值與其所需之社會勞動掛勾，然而日本馬克思主義經濟學家置鹽信雄則指出在真實工資不變的前提下，技術創新能提高利潤率，如此一來馬克思用以架構整個生產過程理論框架的前提，必然是錯誤的。從1970年代起，這些主張在馬克思主義經濟學中引發許多爭議。例如安德鲁·克莱曼就認為不必再試圖修正這套理論，也不值得再進行任何研究。保罗·斯威齐等學者則認為必須修正馬克思的經濟學理論。
認為馬克思的經濟理論存在内在不一致的学者中包括馬克思主義经济学家和斯拉法派經濟學家，像置鹽信雄、保罗·斯威齐、约翰·罗默等人，他們主張應該拋棄馬克思在《資本論》中原先的理論框架，改以別的方式來建構馬克思主義經濟學。另一方面，1980年代發展的跨期一元体系解释（Temporal Single System Interpretation，TSSI）理論的支持者主張馬克思主義裡被提出的矛盾源於後人的錯誤解讀，他們認為一旦馬克思的理論被解讀為「時間的」、「單一的」，則先前一切矛盾都迎刃而解。某些屬於這派的學者還進一步主張，迄今一切針對馬克思經濟學的批判都只是詮釋問題。儘管如此，如大卫·莱伯曼等人則批評此理論為「復古馬克思主義」，認為若是堅持替馬克思犯下的錯誤繼續辯護，只會使得馬克思主義沒有進步的空間。

## 歷史唯物主義
歷史唯物主義一般被認為是馬克思主義的理論根基，這種歷史主義的方法論認為生產技術的更新必然導致隨著生產發展的社會關係的變動，而這一層經濟的上層建築則反映出意識形態的上層建築，也就決定了文化、宗教、政治、和其他各種社會意識的形成。也因此，歷史唯物主義以人類經濟、科技等物質方面因素的變動，來解釋人類歷史的發展和改變，例如部落、社會階層、國家、法律、政治、藝術、文學、道德觀、宗教等等，依據馬克思說法，這些都只是反映出了一個社會經濟上的上層建築。
批評者則認為歷史唯物主義過度簡化了社會的本質，並主張思想、文化以及其他所謂「上層建築」的成分對於社會發展的影響與經濟是一樣重要。另外從邏輯上來說，依據歷史唯物主義說法，馬克思本人對於歷史的發展應該是無足輕重的（因為他宣揚的只是一種思想，而思想也屬於上層建築的產物），那馬克思為何還會花費畢生時間在這上面，也就令人懷疑。
馬克思主義支持者則指出馬克思並沒有將經濟因素做為決定歷史走向的唯一來源，比如馬克思的摯友弗里德里希·恩格斯便在一封信裡寫道：

根据唯物史观，历史过程中的决定性因素归根到底是现实生活的生产和再生产。无论马克思或我都从来没有肯定过比这更多的东西。如果有人在这里加以歪曲，说经济因素是唯一决定性的因素，那末他就是把这个命题变成毫无内容的、抽象的、荒诞无稽的空话。

然而，這種說法對馬克思主義又產生了另一個問題。如果上層建築（如文化等）的確對經濟基礎起了影響的作用，那麼究竟是經濟基礎決定上層建築呢？還是上層建築決定經濟基礎？這於是變成了一個經典的先有雞還是先有蛋的問題。動物解放主義者彼得·辛格主張若是要回答此一問題，我們要認知到在馬克思世界觀裡只有經濟因素最終是永遠「真實」的，換句話說，馬克思認為人類存在的最大特徵是其使用的生產工具，而人類若要從自己本身裡「解放」出來，就要拿回「自己的」生產工具，馬克思認為此種人類解放是歷史的最終目的，而上層建築只是歷史過程的一部分。 但就算辛格所解釋的「歷史的目的」的確反映出馬克思本人的想法，這種解釋仍然不能回應其他人對歷史唯物主義的批評。卡爾·波普爾便對馬克思的歷史唯物主義提出強烈批判，他主張歷史主義方法論是缺乏可证伪性的，也因此根本無法判斷其真偽：

马克思主义的历史学说，尽管它的一些创建者和追随者作了认真的努力，最后也采取这种占卜者的做法。在这种学说的一些早期表述里（例如马克思关于“未来社会革命”的性质的分析），他们的预言是可以检验的，而且事实上已经被证伪了。然而马克思的追随者不但不接受这些证伪事例，反而重新解释这个学说和证据以便使之相符。这样他们营救这个学说不至受到反驳；但是这样做的代价是采纳一种使这个理论无从反驳的伎俩。这一来他们就给予这个理论一种“约定主义曲解”；而且通过这一伎俩，他们就破坏了这个理论所大事宣扬的科学地位。:49:53

## 歷史決定論
由於馬克思主義依賴辯證唯物主義作為解釋社會改變的架構，其歷史觀被视作歷史決定論的一種。

社会的物质生产力发展到一定阶段，便同它们一直在其中运动的现存生产关系或财产关系（这只是生产关系的法律用语）发生矛盾。于是这些关系便由生产力的发展形式变成生产力的桎梏。那时社会革命的时代就到来了。随着经济基础的变更，全部庞大的上层建筑也或慢或快地发生变革。

馬克思主義自稱為「科學社會主義」，預測資本主義的命運。卡爾·波普爾以“可证伪性原则”作為科學與非科學的劃分準則，根本上取消了馬克思主義的「科學」地位，批判馬克思主義只是一套意識形態，理論上既不能成立，經驗事實上亦遭否証，是一種「歷史定論主義」。從社會科學的觀點看，根本沒有馬克思所謂「歷史的鐵律」可言，其預言缺乏意義。卡爾·波普爾指出：「馬克思教條中的預言成份，支配了馬克思主義者的心靈。預言將其他一切棄而不顧，放棄了冷靜、批評的判斷力量，從而摧毀了我們可能運用理性以改變世界的信念。馬克思教義如今所餘留的，不過是黑格爾式的神諭哲學，而這種哲學在馬克思主義的裝飾之下，卻成為阻礙我們為走向開放社會而奮鬥的威脅。」
辯證法的概念來自古希臘哲學的對話，黑格爾在19世紀初提出辯證法作為解釋歷史上眾多衝突勢力和潮流的理論框架。以使用歷史決定論著名的學者包括了阿诺尔德·汤因比、奧斯瓦爾德·斯賓格勒等人，然而到了20世紀後，此種研究框架基本上已經在學術界完全消失。
即便馬克思主義的追隨者如印度宗教上师、阿南達瑪迦的創辦人普拉巴特·兰詹·萨卡尔，也批評馬克思歷史觀的狹隘導致了其缺乏說服力， 他認為，任何以單一因素（例如經濟發展）為重心建構整個對未來預測的框架，都必然會輕易被懷疑並且推翻。曾獲諾貝爾經濟學獎的經濟學家肯尼斯·約瑟夫·阿羅則對歷史決定論下了這段評論：

社會和歷史的決定論早已不是主流的框架，而以個人為出發點的方法論成為反駁這些決定論的重要根據。馬克思主義和許多其他的理論，透過的是藉由後天架構出的角色例如階級或民族特性作為理論的構成成分，而不是去檢視真實的個體。歷史學的發展路線早已轉向研究歷史的偶然性而不是決定論，偶然性研究的是可變動的、自由活動的個體所做出的決策。

## 壓迫個人權利
在《共產黨宣言》中，馬克思寫下了十點他認為所有在工業國家所要推行的革命政策，主張重新分配土地和生產工具，以利於共產主義社會的到來。一些自由主義理论家認為，任何对財產的重新分配，都是一种對個人權利的压迫。
對資本主義持支持或至少接納態度的經濟學家（這也包括了那些主張大政府和福利政策的凱恩斯主義者）都認為社會主義國家本質上將導致對公民權利的侵蝕。諾貝爾經濟學獎得主弗里德里希·哈耶克便主張，實行中央計畫的經濟體制必須有一個小團體（統治階級）決定資源和產品的分配和發放，由於沒有市場機制和自由價格機制，這個小團體無從得知正確的资源需求情報，也因此根本無法做出正確的決策來分配資源和產品。對於經濟計畫在實踐上的不同意見、加上中央計畫者在分配物資上的不斷失敗，最後將導致計畫者開始運用高壓的強迫力量以維持計畫的實行。哈耶克主張，在經過這一連串的惡化後，一個國家將會無可避免地轉變為極權主義。對哈耶克而言，隨著自由市場制度的瓦解，所有個人的經濟自由和人身自由都將化為烏有。哈耶克的理論同時也被米爾頓·佛利民以及约翰·梅纳德·凯恩斯所支持，他們都認為資本主義的存在是一個國家要保障公民自由所不可或缺的。

## 对其社会主义道路的实现方针
無政府主義者認為馬克思主義下的共產主義必將導致強迫和極權，米哈伊爾·巴枯寧認為馬克思主義政權必將走向「一個新的統治貴族階級，對人民實施暴政一般的統治」。即使新的貴族階級最初是從無產階級裡出生，巴枯寧認為革命為他們帶來的權力將會很快腐化他們對於社會的理想，并且會讓他們對於一般的勞動大眾嗤之以鼻。

## 道德批評
一些人批評馬克思理論主張「為達目的可以不擇手段」，不過，此一說法其實並不是馬克思主義的一環，馬克思曾寫道：
需要不神圣的手段的目的，就不是神圣的目的。

馬克斯·韋伯在他1919年的文章《政治作为一种志业》（Politik als Beruf）裡也寫道：

我們必須清楚認知到，所有以道德為中心的行為可以被區分為兩種不同而又互相衝突的原則：一種追求的是「最終目的的道德」、一種追求的則是「責任上的道德」。任何以暴力手段來突顯某種目的的人（所有政治家都這樣做），都將面對其必然結果。無論是十字軍、宗教、和革命家都要面對這種檢視。

## 經濟學
馬克思主義經濟學在許多方面都被廣泛批評，一些批評者認為馬克思對於資本主義的分析是錯誤的、一些人則認為馬克思所提出共產主義下的經濟模式（或是過渡期間的社會主義經濟）是無法運作的。约翰·梅纳德·凯恩斯稱《資本論》是「一本過時的書，而且不但在科學上是錯誤的，而且對於現代世界來說也沒有任何可看性或參考價值。」事實上，依據喬治·斯蒂格勒說法，在當代由新古典主義為主流的經濟學界裡，馬克思主義經濟學幾乎沒有任何實質的影響力。羅伯特·索洛在1988年評論道：

馬克思是一個重要而且具影響力的思想家，馬克思主義教條也具有知識上和實踐上的意義。但事實是，在所有正經的英語國家經濟學家之間，馬克思主義經濟學都被認定是一條死胡同。

數個世代的奧地利經濟學派學者對馬克思主義提出不斷的解構和批判，而且不只包含經濟學，還包含其衍生的科學方法論、社會理論、以及政治理論。透過邊際主義的經濟學革命，卡爾·門格爾以主觀的價值理論挑戰馬克思主義之勞動價值理論，並且結合眾多古典經濟學家如理查德·坎蒂隆、劳恩男爵、讓-巴蒂斯特·賽伊等人的理論，攻擊馬克思主義運用的歷史主義方法論。門格爾後的奧地利學派經濟學家如歐根·博姆-巴維克並進一步批判勞動價值理論，指出馬克思對於價值和勞動的定義是自相矛盾的，批評馬克思忽略了供给和需求對於價格的影響，並質疑馬克思對這方面概念的解釋一向模稜兩可。博姆-巴維克對馬克思主義經濟學的批判影響之大，即使當代的馬克思主義學者仍無法對他的批評提出主要的辯護。
事實上不只是奧地利學派，英國經濟學家阿爾弗雷德·馬歇爾便曾批評勞動價值理論：「紡織工廠裡所產出的紗線，並不是操作那機器的工人製造出的，而是他們的勞動、加上雇主、雇主的資本和其下管理人員的所產生的」。馬歇爾認為資本家沒有消費他們現有的資金，而是拿來進行投資，進而才能生產出產品。從這個邏輯衍生，資本家犧牲了他們可以現在享受的機會，進而透過對工廠的生產做出了貢獻。馬歇爾透過供給與需求的法則批評馬克思的價值理論，他認為一個產品的價值、或價格，不只是由供給決定，而要由消費者的需求所決定。工資的確是成本的一部分，然而，要應變消費者需求做出的生產決定和投資必然也會需要成本。從將勞動視為是價值唯一來源到承認消費者的主觀需求決定了產品價值的這個步驟，完全崩解了馬克思經濟學的結論以及其衍生的社會理論。

### 價格信号的缺失或扭曲
經濟計算問題指的是對於社會主義經濟（或是其他形式的中央计划经济）的批評。奧地利經濟學派的路德維希·馮·米塞斯在1920年首先提出此問題，接著由弗里德里希·哈耶克將其擴展。 經濟計算問題指的是在社會主義經濟下，主導經濟的計畫者要如何理性的而有效的分配資源。
在自由市場下，價格機制決定了生產的方向，消費者個體都有能力決定他們是否要花錢在某個商品或服務上。價格對生產者（和潛在的投資者）來說包含了最重要的經濟訊息－亦即某產品的供給度和需求度，由此他們才能作出對策，消除市場裡的短缺或剩餘，並從中獲利。米塞斯和哈耶克認為這是維持有效經濟組織唯一可行的途徑，而既然社會主義經濟下缺乏一個可以理性分配資源的方式，他們認為採取社會主義的國家必然走向經濟崩壞、混亂、和貧窮。支持經濟計算問題論點的人認為這是對於社會主義經濟的終極駁斥，並且主張此理論說明了為何社會主義計畫經濟都不會成功。這場論爭從1920年代持續到1930年代，这段時期被经济学史家稱為“社会主义计算争论”。 路德維希·馮·米塞斯舉了一個例子來說明經濟計算問題：

顯而易見的是，即使是在社會主義社會裡，一百萬公升的酒很明顯比八十萬公升的酒要來的有價值，同樣的一百萬公升的酒也明顯高於五十萬公升的油。不需要任何計算體系就可以建立這樣一個事實：決定性的因素在於所涉及的經濟主體的意願。然而，一旦這種決定權從消費者手上被奪去，我們才正要開始應付理性經濟計畫的問題，亦即，我們要如何在經濟上讓供給配合需求。這種問題只能透過某種經濟計算來解決。因為人腦是無法在缺乏有效經濟計算工具的情況下從大量的中間商品、生產潛能里整理出個頭緒，單純的在管理上和地點上的問題就可以讓這種計算完全停擺。

### 動機問題
批評烏托邦或社會主義經濟平等的人認為收入的重新分配會導致個體失去生產或創新的動機，也因此收入應該儘量交由個人所有。社會主義的批評者認為若是所有人都有一樣的財富、而新生產出的財富又會被平分，那麼個體根本沒有動機去勤勞工作。依據這種說法，社會主義下大部分或所有人將失去生產動機，也因此經濟、科技乃至文化上的停滯是不可避免的。約翰·斯圖爾特·密爾在1848年的《政治經濟學原理》裏寫道；

社會主義者常犯的錯誤之一便是忽略了人類懶惰的天性，人類天生是消極的動物，又容易養成惡習，而且一旦養成了就會傾向於一直保持下去。只要他們達到了一種他們認為可以接受的生存水準，他們就有可能從此停滯不前，不再邁向進步、不再自發圖強、甚至失去賴以維生的基本動力。競爭可能不是最理想的動機來源，但在目前它仍然是最可行的，而且沒有人可以預測未來我們什麼時候可以在進步的同時跳脫競爭。

不過，密爾到了晚年開始對社會主義產生更大的同情，尤其是對於傅立葉的理論，他甚至改編《政治經濟學原理》一書，包含更多替社會主義辯護的內容， 雖然他仍然支持平頭稅的概念。
經濟學家約翰·梅納德·凱恩斯批評公社形式的社會主義，他認為平等的工資和報酬是不切實際的，而且也對人類動機的本質有著錯誤的認知：

包括馬克思和其他許多人所提出，認為平等主義報酬會提升工作動機的這種幻想，早已在歷史上和實際經驗上被多次的否定。不管如何，人性注定了我們無法達到這種理想。一代又一代的社會主義者和領導人都經過實際經驗發現了這一點，在體會到真相後大失所望。事實是很明確的，一個好的社會必須正視並且接受人性的本質。

## 经验论上與知識論上的批評
許多人認為馬克思在經驗論或知識論上存在根本的謬誤，其所預言的歷史發展階段、階級分析、和社會革命理論，都受到眾多的批評。馬克思主義以階級來劃分社會決策單位的方式，除了飽受自由市場經濟學家批評外，其他人如让-保罗·萨特也認為「階級」並不是一個具有同質性的實體，也因此根本無法透過階級發起社會革命，雖然萨特本人仍自認是馬克思主義者。馬克思本身也承認他的理論無法解釋亞洲眾多文明下的社會體制，許多發展數千年的亞洲國家，都出現與馬克思預言之經濟發展過程截然不同的歷史。
隨著二十世紀的流逝，越來越多學者例如卡爾·波普爾、法蘭西斯·福山主張馬克思的歷史預言已經被證明破產。馬克思預言真實工資將會隨著時間下跌（因為越來越嚴重的剝削）、同時不斷循環的經濟危機將會使得資本主義體制被推翻，然而事實是在過去一個世紀裡真實工資在市場經濟國家（無論是已開發或是開發中國家）呈現了大幅成長，即使是馬克思用以作為剝削例子的工廠勞工階級的購買能力和生活水平都已與19世紀的歐洲有天壤之別。資本主義陣營不但沒有消失，反而是實行計畫經濟的共產國家在冷戰結束時全面垮台。另一方面，馬克思預言社會主義革命會是由資本主義經濟已經高度發展的工業國家（如西歐）帶頭，但事實上1917年俄羅斯革命、國共戰爭中崛起的中國共產黨、乃至後來的非洲和南亞等地的共產革命，都是起源於一些發展相對落後、缺乏成熟資本主義市場的國家。卡爾·波普爾認為，歷史唯物主義因為缺乏可证伪性所以屬於偽科學，他認為儘管馬克思主義一剛開始的歷史預言是有科學性的，但隨著預言的接連破產，後代的馬克思主義追隨者開始以添加Ad hoc的方式替理論框架辯護，最終使整個理論流入偽科學的境界。
儘管馬克思本人主張他的理論是完全具科學性的，後代的一些馬克思主義者為了辯護其理論，退讓一步宣稱社會科學本身就不是可以證偽的，因為這個領域的研究牽涉到對於複雜事件的分析。然而，這就正好驗證了波普爾的批評，波普爾主張既然社會科學在本質上是難以證偽的，這更證明了為何迷信中央計畫的科學性、以及宣稱一套理論可以包含整個「完整的世界觀」是完全謬誤的。 另一方面，托马斯·库恩試著反駁波普爾的證偽批評，他認為只要透過資料的不斷累積，有問題的理論框架甚至是形上學概念都可以透過科學家間的典範轉移加以淘汰，然而，孔恩的理論倒頭來反而是更確立了馬克思主義缺乏科學性的本質。 波普爾專注在攻擊馬克思主義者以辯證法為其理論框架辯護的做法，這同時也是俄罗斯哲学家符拉迪斯拉夫·列克托斯基所採取的路線。波普爾的結論之一是他認為馬克思主義者只不過是利用辯證法來模糊焦點和躲避批評，而不是真的試著透過辯證法證明馬克思的真偽：

黑格尔认为哲学发展着，但是他自己的哲学系统却成了这个发展的最后的最高的阶段，不可能再被取代了。马克思主义者对于马克思的系统也采取了同样的态度。因此马克思的反教条主义态度只存在于正统马克思主义的理论之中而不存在于实践之中；而马克思主义者仿照恩格斯《反杜林论》的先例，运用辩证法主要是为了辩解，为了捍卫马克思主义系统免遭批判。批判者照例被斥为不懂辩证法，不懂无产阶级科学，或者被斥为叛徒。由于辩证法，反教条主义态度不见了，马克思主义自身变成了一种教条主义，它足够灵活，可运用辩证方法而躲开任何新的攻击。于是它变成了我所说的强化的教条主义。:449:479

伯特兰·罗素批評馬克思將進步視為普遍法則是不科學的。羅素认为：“馬克思自稱是無神論者，但保留了只有有神論者才能證明的宇宙樂觀主義。”以托馬斯·里金斯为代表的馬克思主義者认为羅素歪曲了馬克思的思想。

## 外部連結
- 馬克思和極權主義 （页面存档备份，存于）
- The Concise Encyclopedia of Economics: 馬克思主義 （页面存档备份，存于）
- 資本論：第一卷起家、第二卷高峰、第三卷破產 萊謝克·科拉科夫斯基對資本論一書的批評
- 開放社會及其敵人 卡爾·波普爾對馬克思的批評
- 卡爾·馬克思和其理論的崩解 （页面存档备份，存于） 歐根·博姆-巴維克對馬克思主義經濟學的經典批評
- 科學和偽科學 （页面存档备份，存于） 伊姆雷·拉卡托斯的批評
- Lecture XXXV "A Philosophy of Life" （页面存档备份，存于） 西格蒙德·佛洛伊德對馬克思的批評
- 共產主義博物館 （页面存档备份，存于）
- 經濟思想史第二卷：古典經濟學 （页面存档备份，存于） 穆瑞·羅斯巴德討論馬克思
- 經濟學和反理性運動 （页面存档备份，存于） 路德維希·馮·米塞斯在《人類行為》一書中討論馬克思主義